# 14040 Andrejka
14040 Andrejka (1995 QD2) là một tiểu hành tinh vành đai chính được phát hiện ngày 23 tháng 8 năm 1995 bởi A. Galad và A. Pravda ở Modra.